# Explosif binaire
Un explosif binaire ou explosif à deux composant est un explosif constitué de deux composants, aucun des deux n'étant explosif seul, qui doivent être mélangés pour devenir explosifs. Des exemples d'explosifs binaires courants incluent l'Oxyliquit (oxygène liquide/poudre combustible), l'ANFO (nitrate d'ammonium / fuel), le Kinestik (nitrate d'ammonium/nitrométhane), le Tannerite (nitrate d'ammonium/aluminium), et le FIXOR (nitroéthane/sensibilisateur physique).
Les explosifs binaires sont souvent utilisés dans des applications commerciales de par leur grande sûreté de manipulation.